# Magnum (säsong 6)
Magnum säsong 6 är den sjätte säsongen av den amerikanska TV-serien Magnum från 1985/1986 med Tom Selleck, John Hillerman med flera.

## Index för säsong 6
Siffror inom parentes anger avsnittsnummer räknat från första säsongen.
- Avsnitt 1-2: Deja Vu (107-108: Dubbelavsnitt – Speltid ca 100 min)
- Avsnitt 3: Old Acquaintance (109)
- Avsnitt 4: The Kona Winds (110)
- Avsnitt 5: The Hotel Dick (111)
- Avsnitt 6: Round and Around (112)
- Avsnitt 7: Going Home (113)
- Avsnitt 8: Paniolo (114)
- Avsnitt 9: The Treasure of Kalaniopu'u (115)
- Avsnitt 10: Blood and Honor (116)
- Avsnitt 11: Rapture (117)
- Avsnitt 12: I Never Wanted to Go to France, Anyway (118)
- Avsnitt 13: Summer School (119)
- Avsnitt 14: Mad Dogs and Englishmen (120)
- Avsnitt 15: All Thieves on Deck (121)
- Avsnitt 16: This Island Isn't Big Enough.... (122)
- Avsnitt 17: Way of the Stalking Horse (123)
- Avsnitt 18: Find Me a Rainbow (124)
- Avsnitt 19: Who Is Don Luis Higgins...and Why Is He Doing These Terrible Things to Me? (125)
- Avsnitt 20: A Little Bit of Luck...A Little Bit of Grief (126)
- Avsnitt 21: Photo Play (127)

### Fotnoter
1. ↑  ”Magnum, PI” (på engelska). TV.Com. Arkiverad från originalet den 11 juni 2016. https://web.archive.org/web/20160611044547/http://www.tv.com/shows/magnum-pi/. Läst 17 juni 2016.